# Бавшиця
Бавшиця (словен. Bavšica) — розсіяне поселення в общині Бовець, Регіон Горишка, Словенія. Висота над рівнем моря: 697,6 м.